# 宮井真千子
宮井 真千子 (みやい まちこ) は、日本の実業家。和歌山県出身。

## 人物
1983年お茶の水女子大学家政学部食物学科卒業後、松下電器産業入社。
炊飯器事業部時代、大学時代の経験を生かし、後にヒット商品になったIH炊飯器の開発を担当。2001年くらし研究所所長、2005年理事、環境本部副本部長を経て、2011年同社初の女性役員として、環境本部長兼節電本部長。2012年役員R&D本部未来生活研究担当。2014年顧問。同年森永製菓社外取締役、加藤産業社外取締役。
2015年吉野家ホールディングス社外取締役、2016年個人情報保護委員会委員、2018年森永製菓取締役常務執行役員兼マーケティング本部長。
2019年サステナビリティ日本フォーラム会長。2022年お茶の水女子大学監事、積水化学工業取締役。